# Симиренкове
Симиренкове — село в Україні, у Водянській сільській громаді Василівського району Запорізької області. Населення — 53 особи.

## Географія
Село Симиренкове розташоване на лівому березі Каховського водосховища (р. Дніпро), вище за течією на відстані 6,5 км розташоване село Примірне, нижче за течією на відстані 2 км розташоване село Водяне. Навколо села, до підриву Каховської ГЕС, існувало декілька іригаційних каналів.

## Історія
Село засноване 1929 року.
22 червня 2023 року рішенням Національної комісії зі стандартів державної мови віднесено до списку населених пунктів, які «можуть не відповідати лексичним нормам української мови», зокрема стосуватися «російської імперської чи колоніальної політики». Громаді рекомендовано обґрунтувати доцільність збереження поточної назви або  запропонувати нову назву в установленому законодавством порядку.
10 квітня 2024 року Комітет Верховної Ради України з питань організації державної влади, місцевого самоврядування, регіонального розвитку та містобудування підтримав перейменування села на Симиренкове.
18 вересня 2024 року, відповідно з постановою Верховної Ради України № 12043, ухвалено рішення про перейменування села Мічуріна на Симиренкове.

## Населення

### Мова
Розподіл населення за рідною мовою за даними перепису 2001 року:
| Мова            | Кількість | Відсоток |
| --------------- | --------- | -------- |
| російська       | 47        | 88.68%   |
| українська      | 5         | 9.43%    |
| інші/не вказали | 1         | 1.89%    |
| Усього          | 53        | 100%     |

## Екологія
- За 1 км від села знаходиться затока Водянський Ківш, яка використовується як охолоджувальна водойма Запорізької АЕС.
- За 2 км розташована Запорізька АЕС.